# Kravtsovka
Kravtsovka (Russisch: Кравцовка) is een plaats (selo) in de selskoje poselenieje van Barabasj in het noorden van het district Chasanski in het uiterste zuidwesten van de Russische kraj Primorje. De plaats werd gesticht in 1942 en telt 27 inwoners (1 januari 2005), waarmee het tot de kleinere nederzettingen van het district behoort.

## Geografie
De nederzetting ligt aan de rivier de Grjaznaja, op 10 kilometer van haar uitstroom in de Razdolnaja. Het gehucht ligt aan de rijksweg Razdolnoje - Chasan (A189). De plaats ligt over de weg op 79 kilometer van het districtcentrum Slavjanka en ongeveer 97 kilometer van Vladivostok. Het dichtstbijzijnde spoorstation bevindt zich 10 kilometer oostelijker in het dorpje Venevitinovo.

## Bezienswaardigheden
- Gorodisjtsje van Goesevskoje aan de oever van de Grjaznaja
- (archeologische) aarden wal met een hoogte van 4 meter aan de oever van de Grjaznaja[3].

Bestuurlijk centrum: Slavjanka

Andrejevka · Bamboerovo · Barabasj · Barsovy · Baza Kroeglaja · Bezverchovo · Chasan · Filippovka · Gvozdevo · Kamysjovoje · Kedrovaja · Kraskino · Kravtsovka · Lebedinoje · Majak Bjoesse · Majak Gamova · Narva · Ovtsjinnikovo · Perevoznoje · Pojma · Posjet · Pozjarski · Primorski · Provalovo · Risovaja Pad · Rjazanovka · Romasjka · Sjachtjorskoje · Soechaja Retsjka · Soechanovka · Tsoekanovo · Vitjaz · Zajsanovka · Zanadvorovka · Zaroebino